# Cosco Shipping
China COSCO Shipping Corporation Limited também identificada como COSCO é uma empresa de navegação fundada na China, com sede na cidade de Shangai. Foi criado em 18 de fevereiro de 2016 como uma fusão das duas empresas de navegação estatais COSCO e China Shipping Group.

## História
O Conselho de Estado da República Popular da China aprovou em 2016 a formação de uma nova empresa com a fusão da COSCO com a China Shipping. A fusão da COSCO com a China Shipping foi feita durante uma desaceleração na indústria de transporte marítimo e tinha como objetivo obter economias de escala.  A fusão também foi parte de um esforço do governo chinês para reestruturar seu setor de navegação de propriedade do Estado.

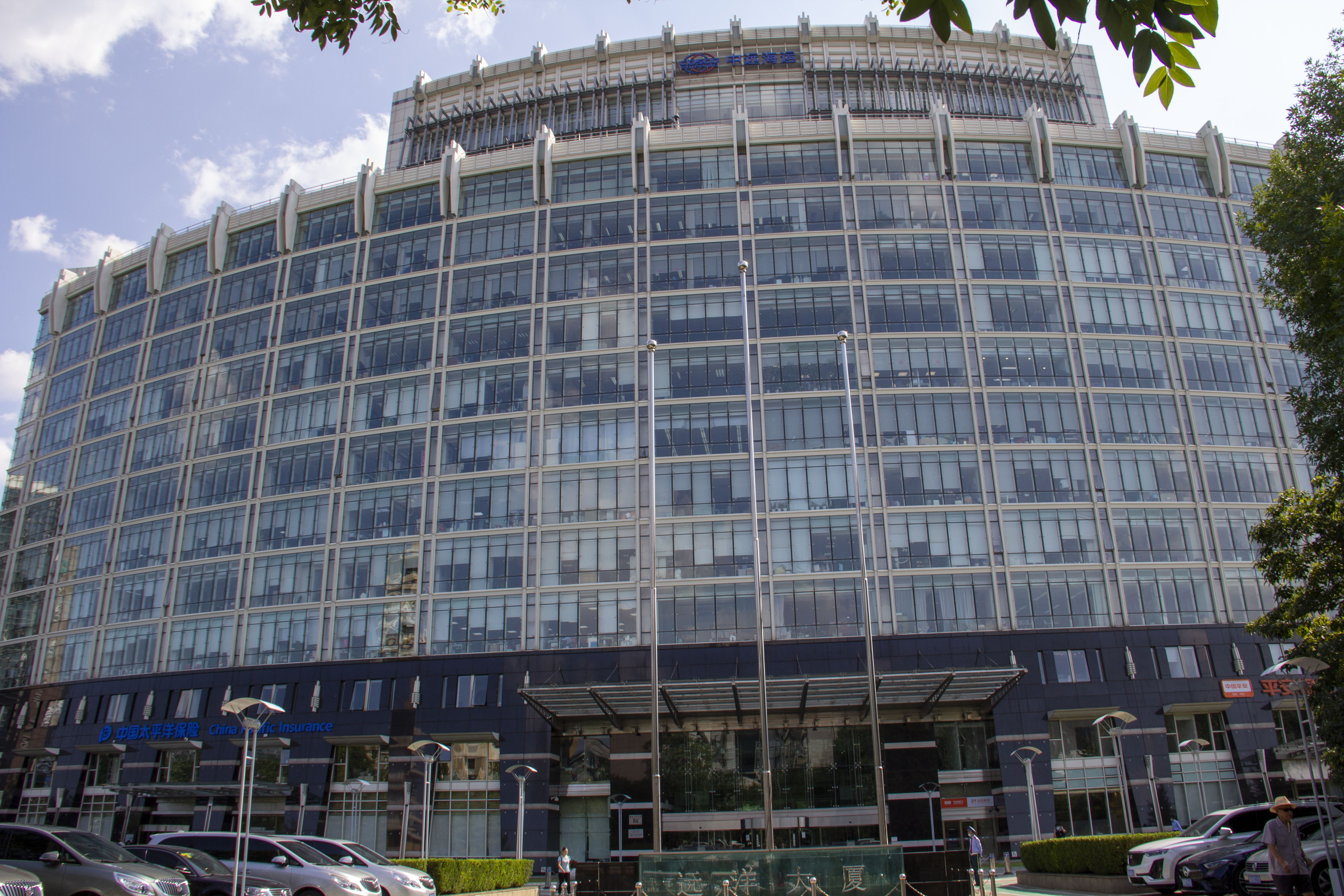
Escritório da Cosco Shipping em Pequim

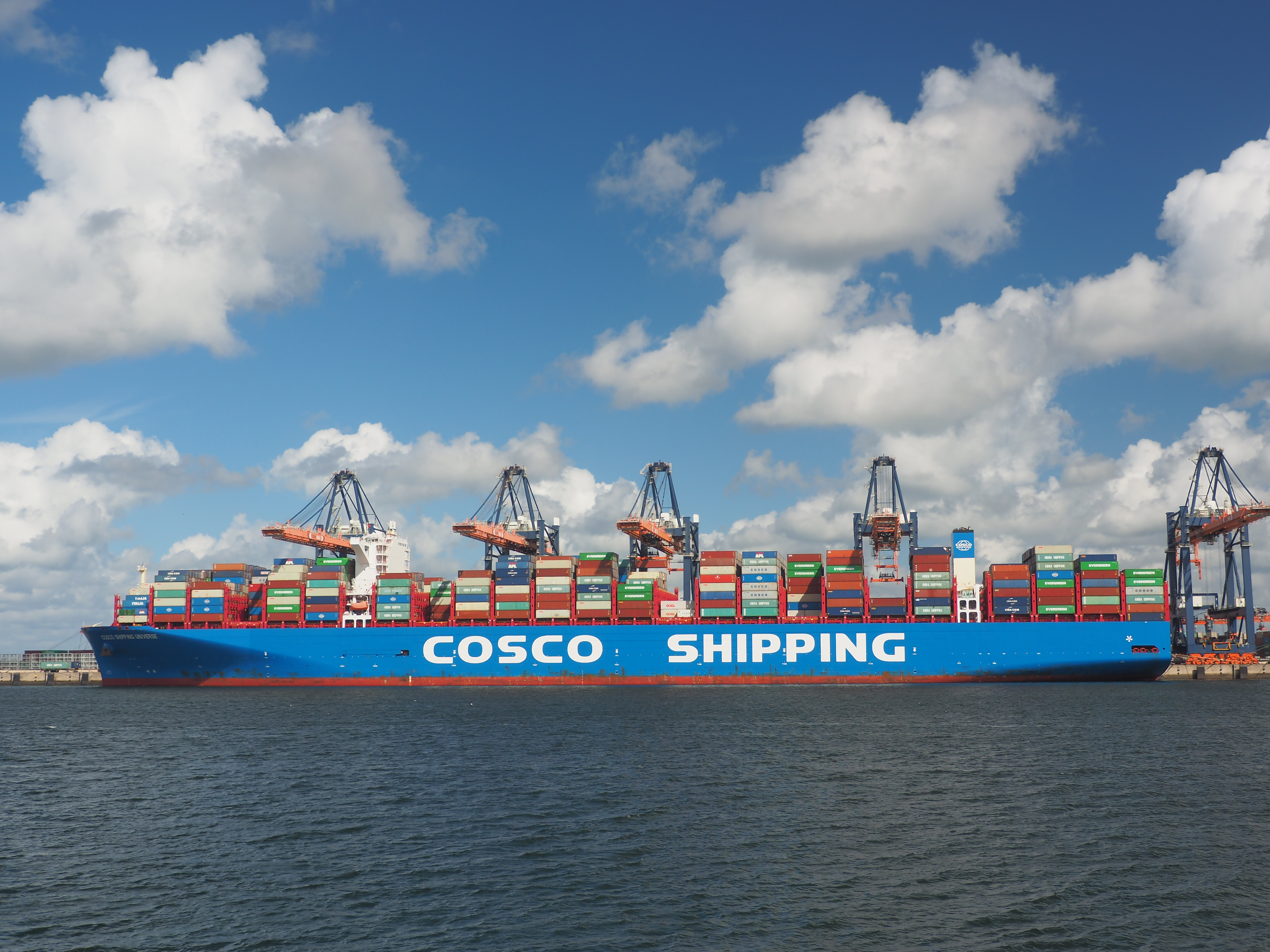
Cosco Shipping Universe

## Negócios
Além da operação com navios como a área de negócios mais importante, a COSCO atua nas áreas de financiamentos para construção de de navios, gerenciamento de frota e tripulação, serviço de gerenciamento de abastecimento e de peças de reposição, engenharia naval e logística industrial. Opera também vários terminais de contêineres em todo o mundo.
De acordo com a VesselsValue Ltd., com sede em Londres, quando da fusão a frota da nova empresa era composta por 830 navios oceânicos próprios.
Em 31 de agosto de 2018, a frota total da COSCO Shipping era composta por 1.296 navios com capacidade de 100,71 milhões de DWT, ocupando o primeiro lugar no mundo. Os navios estavam distribuídos nas seguintes categorias de cargas: granéis sólidos (425 navios / 38,55 milhões DWT), frota de petroleiros (185 navios / 23,65 milhões DWT) e frota de carga geral e especializada (151 navios / 4,13 milhões DWT). A frota de {navio porta-contêineres|navios porta-contêineres]] tinha a capacidade para transportar 2,98 milhões de TEU, ocupando a terceira posição no mundo.